# Presidente do Vietname
O presidente do Vietname (português europeu) ou Vietnã (português brasileiro) (em vietnamita: Chủ tịch nước Việt Nam) é o chefe de estado da República Socialista do Vietnã, posição maioritariamente cerimonial. O presidente é responsável pela escolha do primeiro-ministro e do governo a partir dos membros da Assembleia Nacional, baseando a sua decisão na indicação por parte da própria Assembleia. O presidente é também o comandante das forças militares vietnamitas e o chefe do Conselho para a Defesa e Segurança Nacionais. Sendo o Vietname um estado de partido único, o presidente é o mais alto cargo do Partido Comunista do Vietname. O atual presidente do Vietnã é Lương Cường desde 21 de outubro de 2024.
O presidente nomeia o Vice-presidente, o Primeiro-ministro, ministros de Estado e demais cargos do Executivo com o consentimento da Assembleia Nacional. O mandatário é ainda o comandante-supremo das Forças Armadas do Vietnã, presidente do Conselho de Defesa e Segurança do país. Além disso, membro do Politburo e da Comissão Militar Central do Partido Comunista. Desde setembro de 2011, o presidente vietnamita também ocupa a chefia do Comitê para Reforma Judicial. O mandato presidencial é de, no máximo, cinco anos de duração com limite de três mandatos consecutivos.
O poder e prestígio do cargo de Presidente têm variado ao longo dos anos. Entretanto, enquanto o primeiro presidente, Hồ Chí Minh, foi também presidente do Partido Comunista do Vietnã, o que o tornava (neste caso) o membro sênior do Politburo e figura central da política do país, seu sucessor Tôn Đức Thắng exerceu poderes simbólicos juntamente com o Secretário-geral do partido, Lê Duẩn. Desde a ascensão de Trường Chinh à presidência, o presidente tem sido colocado em primeiro lugar na ordem de precedência do partido.